# Encephalartos altensteinii
Espèce
Statut CITES

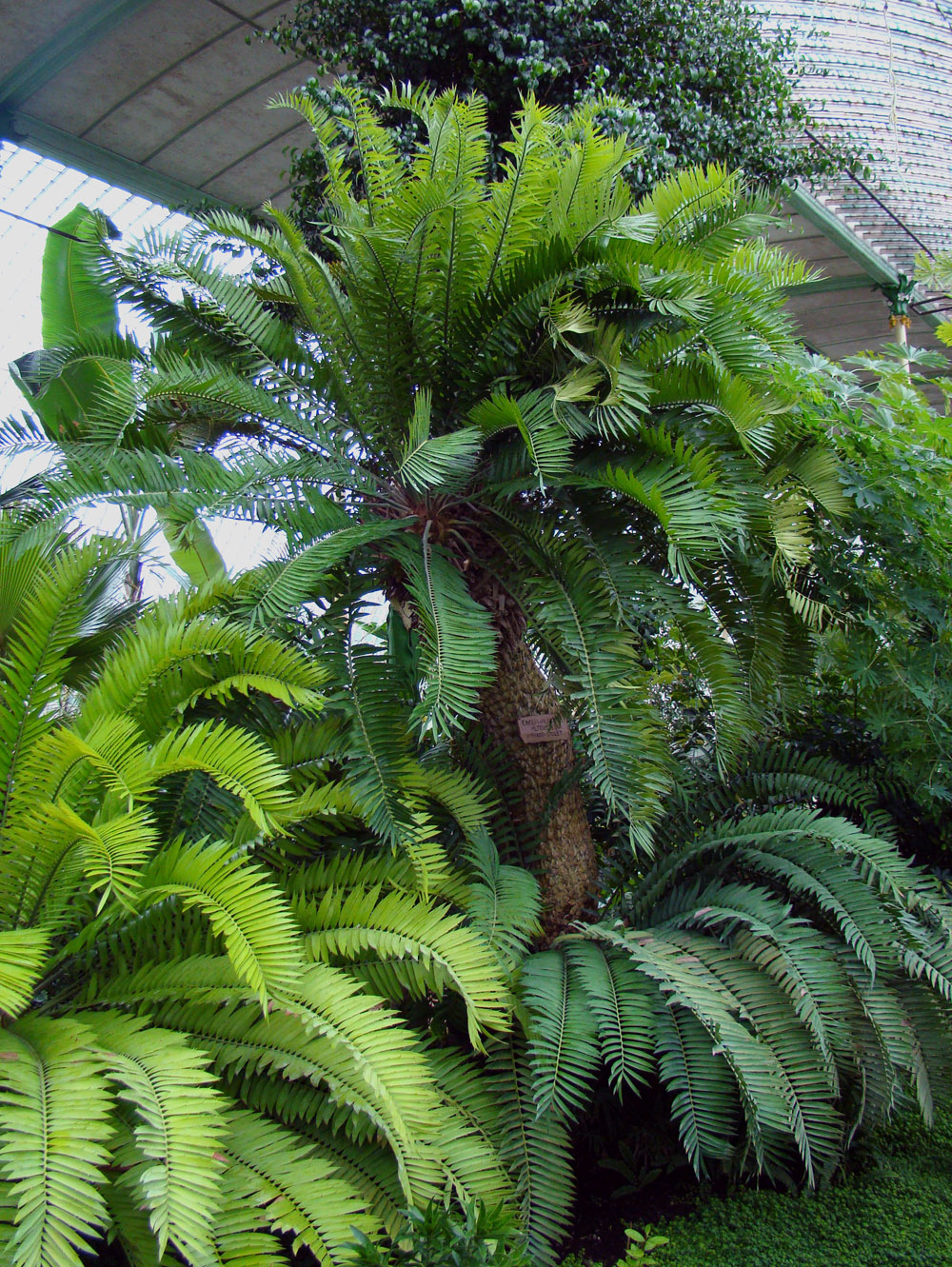

Encephalartos altensteinii est une espèce de Cycas de la famille des Zamiaceae. Son aire de répartition naturelle est la province du Cap-Oriental en Afrique du Sud où elle est endémique. C'est un arbre qui pousse principalement dans le biome subtropical.
Cet arbre est classé comme vulnérable en raison de la destruction de son habitat, de son utilisation pour la médecine traditionnelle et de son prélèvement par les cueilleurs

## Description
Ce Cycadaceae peut atteindre 7 m de haut et peut être ramifié ou non. Ses feuilles sont droites ou recourbées vers l'arrière et peuvent atteindre 3 m de longueur. Les folioles sont rigides et assez larges, avec une ou les deux marges dentées. L'absence d'aiguillons à la base de la feuille le distingue d’Encephalartos natalensis. Il comporte généralement deux à cinq cônes jaune verdâtre atteignant 50 cm de long, les écailles femelles étant couvertes de protubérances. Les cônes sont toxiques pour l'homme. Les graines sont écarlates et mesurent jusqu'à 4 cm de long.

## Répartition et habitat
Cette espèce est répandue dans les provinces du Cap-Oriental et du Sud-Ouest du KwaZulu-Natal en Afrique du Sud. Elle privilégie les sites côtiers, notamment les broussailles ouvertes, les pentes rocheuses abruptes et les forêts sempervirentes des vallées et les rives des rivières. On le trouve également à l'intérieur des terres, à plus haute altitude, dans des sites isolés des monts Amatola.
L'individu poussant dans la serre aux Royal Botanic Gardens de Kew, au Royaume-Uni, est considéré comme la plus ancienne plante en pot au monde, y étant arrivée en 1775. D'autres individus ont également atteint un âge avancé, celui de la serre de Lednice, en République tchèque, étant estimé entre 300 et 600 ans,.

## Statut de conservation
Encephalartos altensteinii a été évalué en 2020 pour la Liste rouge des espèces menacées de l’UICN et est classé comme vulnérable selon les critères A2acd.

## Dénominations
Il est communément connu sous le nom de breadtree, broodboom, Cycad géant du Cap oriental ou uJobane en langue zoulou.

## Systématique
Le nom correct complet (avec auteur) de ce taxon est Encephalartos altensteinii Lehm..
Encephalartos altensteinii a pour synonymes :
- Bombax encephalartos J.Schust.
- Encephalartos altensteinii var. altensteinii
- Encephalartos altensteinii var. angustifolius Miq.
- Encephalartos altensteinii var. distans Regel
- Encephalartos altensteinii var. grandis Regel
- Encephalartos altensteinii var. macrophyllus Regel
- Encephalartos altensteinii var. parvifolius Regel
- Encephalartos altensteinii var. semidentatus Miq.
- Encephalartos altensteinii var. spinosior Regel
- Encephalartos longifolius var. hookeri DC.
- Encephalartos longifolius var. hookeri Miq.
- Encephalartos marumii De Vreise
- Encephalartos marumii DeVriese
- Encephalartos marumii de Vriese
- Encephalartos regalis W.Bull
- Encephalartos vroomii Mast.
- Zamia altensteinii (Lehm.) Heynh.
- Zamia glabra J.Schust.
- Zamia katzeri Regel
- Zamia katzeri Regel ex J.Schust.
- Zamia spinosa Lodd. ex Miq.
- Zamia vernicosa Anon.
- Zamia vernicosa Mast.
- Zamia vroomanii Gentil

### Étymologie
Le nom de genre Encephalartos vient du grec enkephalos « qui est dans la tête, coeur de palmier » de képhalé « tête » et artos « pain ». L'amidon extrait de la tige est consommé en Afrique. 
Son épithète spécifique « altensteinii » commémore Altenstein, chancelier allemand du XIXe siècle et mécène de la science. 